# Nicola Dibitonto
Nicola Dibitonto (Barletta, 1º maggio 1966) è un allenatore di calcio ed ex calciatore italiano di ruolo portiere, preparatore dei portieri del Venezia.

## Carriera

### Giocatore
Cresciuto nel Trani, vi diventa presto il titolare, posizione che mantiene per tre stagioni prima di trasferirsi al Barletta in Serie B. L'anno successivo viene acquistato dal Cagliari,  rimanendovi per cinque stagioni ed esordendo in Serie A.
Nel 1995 scende in Serie C1, serie in cui militerà ininterrottamente per nove stagioni con le maglie di Atletico Catania, Fidelis Andria, Ascoli (per tre stagioni), Viterbese e Taranto (per tre stagioni).
Nel 2004 passa al Bari in Serie B. La stagione successiva si trasferisce all'Andria BAT dove conclude la sua carriera da giocatore.

### Allenatore
Nel 2008, diventa allenatore dei portieri dell'Andria BAT, squadra con cui aveva terminato la carriera da calciatore la stagione precedente.
Nel luglio 2009, firma come allenatore in seconda e preparatore dei portieri per il Barletta. Si occupa poi pienamente di quest'ultimo ruolo dalla seconda metà della stagione 2010-2011.
Nel dicembre 2012, diventa allenatore dei portieri del Foggia, dove rimane per ben 7 stagioni. Durante la sua avventura rossonera, fa parte dello staff di Roberto De Zerbi prima e di Giovanni Stroppa poi, quindi è uno dei protagonisti della promozione in Serie B della stagione 2016-2017.  
Nel 2021, firma con il Monza in Serie B. Dopo essersi qualificati per i play-off, i brianzoli battono il Pisa in finale e ottengono la loro prima storica promozione in Serie A.
Nel 2023, diventa il nuovo allenatore dei portieri della Cremonese, sempre facendo parte dello staff di Giovanni Stroppa. Con i grigiorossi, al termine della stagione 2024-2025, vince i playoff di Serie B ai danni dello Spezia.
Nel 2025, firma per il Venezia, continuando la sua avventura in serie cadetta.

## Palmarès

### Giocatore

#### Competizioni nazionali
- Campionato Interregionale: 1

Trani: 1987-1988
- Trofeo Jacinto: 1

Trani: 1988
- Serie C1: 1

Fidelis Andria: 1996-1997 (girone B)

### Allenatore

#### Competizioni nazionali
- Lega Pro: 1

Foggia: 2016-2017
- Serie B: 2

Monza: 2021-2022; Cremonese: 2024-2025